# Eudorellopsis derzhavini
Eudorellopsis derzhavini är en kräftdjursart som beskrevs av Lomakina 1952. Eudorellopsis derzhavini ingår i släktet Eudorellopsis och familjen Leuconidae. Inga underarter finns listade i Catalogue of Life.